# 小行星372024
小行星372024（372024 Ayapani）是位於小行星帶的小行星。

## 發現
2008年8月5日，日本沖繩縣立開邦高等學校的高中1年生大濱彩音，參加石垣島天文台主辦的研究体驗会「美星研究体驗隊」（美ら星研究体験隊）時發現這天體，8月24日獲認定為小行星。

## 命名
2013年9月獲發小行星編號（372024），取得命名權。翌年的「南島星祭2014」（南の島の星まつり2014）活動加入「給星星取名」（星に名前をつけよう）企画，選出作為名稱，2015年6月正式命名。名稱意思是大冠鷲幼鳥長大後，飛向新年天空時的美麗羽毛；沖繩縣石垣島用於慶祝的古謡「／」有歌唱此物，在當地廣為人知。漢字作「綾羽」。

## 外部連結
- NASA JPL小天體瀏覽器上的372024 Ayapani （英文）